# Gymnophragma
Gymnophragma é um gênero botânico da família Acanthaceae

## Espécie
Gymnophragma simplex

## Nome e referências
Gymnophragma Lindau